# أولاد منصر (أولاد مالك)
أولاد منصر هو دُوَّار يقع بجماعة الرداندة أولاد مالك، إقليم بنسليمان، جهة الدار البيضاء سطات في المملكة المغربية. ينتمي الدوّار لمشيخة أولاد مالك التي تضم 8 دواوير. يقدر عدد سكانه بـ 339 نسمة حسب الإحصاء الرسمي للسكان والسكنى لسنة 2004.

## روابط خارجية
- البوابة الوطنية للجماعات الترابية
- المندوبية السامية للتخطيط